# Corne du Bois des Pendus
 (avril 2021).
La Corne du Bois des Pendus est une bière belge actuellement produite par la brasserie des Légendes à Ragnies pour la brasserie d'Ébly dans la commune de Léglise en province de Luxembourg dans l'attente de la mise en production de cette dernière.  
Cette bière a l'originalité d'être servie dans une corne en verre maintenue sur un support en bois.

## Origine du nom
Le nom du lieu-dit « La Corne du Bois des Pendus » (lb: op dem Këppwald/Köppwald) provient d’un tragique fait de guerre où une centaine d'habitants furent pendus en 1636 à Parette entre Martelange et Attert à un endroit où la Forêt d'Anlier forme une corne.

## Bières
- La Corne Blonde est une bière blonde titrant à 5,9 % d'alcool, commercialisée en bouteilles de 33 cl. Elle est composée de malt Pilsen, de froment et de deux variétés de houblon. Bière à forte amertume, elle est douce et désaltérante[2].
- La Triple Corne est une bière blonde triple titrant à 10 % d'alcool, commercialisée en bouteilles de 33 cl. Cette bière de couleur cuivrée est moins amère et plus parfumée que la Corne blonde.
- La Corne Black est une bière noire titrant à 8 % d'alcool, commercialisée en bouteilles de 33 cl. Elle est servie dans une corne noire.

## Prix
La Corne du Bois des Pendus blonde a reçu la médaille d’argent du grand public au mondial de la bière de Strasbourg le 24 octobre 2010.

## Litige

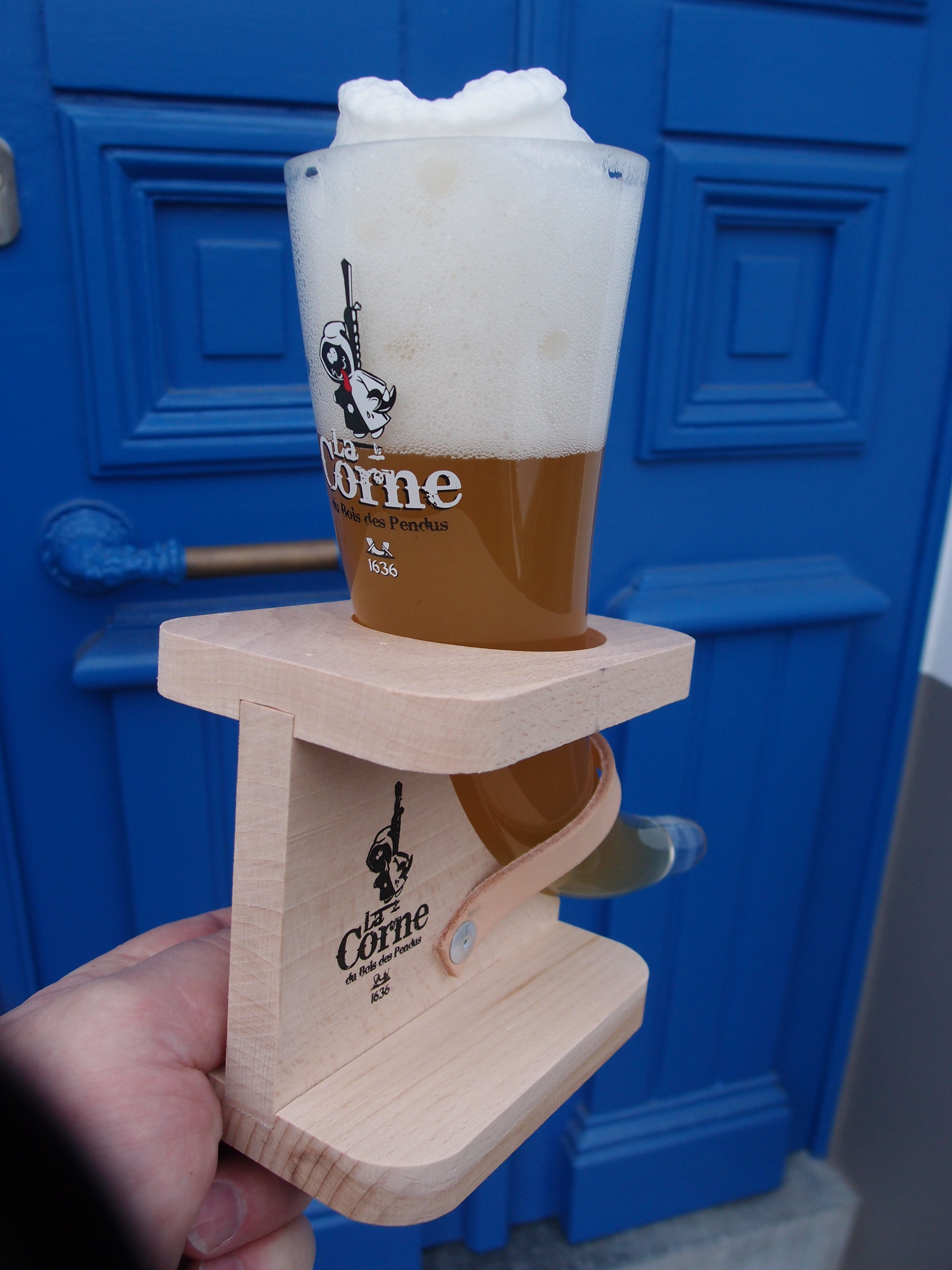
Verre et support

La brasserie Bosteels productrice de la bière Kwak avait déposé plainte auprès du Tribunal de commerce d'Anvers car elle estimait que le verre et surtout le support en bois de la Corne étaient trop ressemblants à ceux de la Kwak. Le tribunal de commerce n’a relevé aucune pratique de commerce illégale en matière de commercialisation et a donc autorisé la vente de la Corne du Bois des Pendus avec ses verres et ses supports en bois.